# Sacred Oath
Sacred Oath est un groupe américain de power metal, originaire de Bethel, dans le Connecticut. Ils se forment en 1984, dans la mouvance du power metal américain (avec Manowar, Virgin Steele, Damien Thorne, etc.), bien qu'ils se soient appuyés sur un son plus thrash metal.

## Histoire
Sacred Oath est formé en 1985 par Rob Thorne et Pete Altieri, alors qu'ils étaient camarades de classe à la Bethel High School. Le groupe enregistre sa première démo en 1985 et en vend rapidement des centaines dans des magasins locaux comme Record Broker et Phoenix Records, développant un public fidèle appelé les « Oathbangers ». 
En 2009, une nouvelle formation de Sacred Oath enregistre son album éponyme, Sacred Oath, avec son premier single, Counting Zeros. Le 5 octobre 2010, Sacred Oath sort son cinquième album studio World On Fire. L'album est produit par le chanteur/guitariste Rob Thorne dans son studio.

## Discographie
- 1988 : A Crystal Vision [6]
- 2005 : A Crystal Revision [7]
- 2007 : Darkness Visible[8]
- 2008 : ...'Till Death Do Us Part[9]
- 2009 : Sacred Oath[10],[11],[12]
- 2010 : World on Fire [13],[14]
- 2013 : Fallen[15]
- 2015 : Ravensong
- 2017 : Twelve Bells
- 2021 : Return of the Dragon